# إدي ديزن
إدي ديزن (بالإنجليزية: Eddie Deezen) مواليد 6 مارس 1958 في كمبرلاند، الولايات المتحدة، هو ممثل وكوميدي أمريكي بدأ مسيرته الفنية سنة 1978.

## الأعمال

### أفلام
- غريس (1978)
- أنا أريد أن أمسك بيدك (1978)
- مناورات (1983)
- المخلوقات 2 (1988)
- القطار القطبي السريع (2004)
- فيلم سبونج بوب سكوير بانتس: الإسفنج خارج المياه (2015)

### مسلسلات
- حقائق الحياة
- ماجنوم بي آي
- البط السري
- بندق والأصدقاء
- مختبر دكستر
- الحياة مع لوي
- تيمون وبومبا
- البقر والدجاج
- جوني برافو
- الفسحة
- لؤي في الفضاء
- دامو ستحيل
- مغامرات سكوبي دو
- تشاودر
- ماني الحرفاني
- نجمة ضد قوى الشر
- ترانسفورمرز: روبوتس إن ديسغايز
- سلاحف النينجا

### ألعاب فيديو
- سباق كارتون نتورك (2006)

## وصلات خارجية
- إدي ديزن على موقع IMDb (الإنجليزية)
- إدي ديزن على موقع روتن توميتوز (الإنجليزية)
- إدي ديزن على موقع ألو سيني (الفرنسية)
- إدي ديزن على موقع أول موفي (الإنجليزية)
- إدي ديزن على موقع قاعدة بيانات الأفلام السويدية (السويدية)
- إدي ديزن على موقع إن إن دي بي (الإنجليزية)
- إدي ديزن على موقع ديسكوغز (الإنجليزية)
- إدي ديزن على موقع قاعدة بيانات الفيلم (الإنجليزية)
- إدي ديزن على موقع كينوبويسك (الروسية)
- الموقع الرسمي